# Tubkal
Tubkal, Dżabal Tubkal (arab. جبل توبقال, توبقال, tamazight ⵜⵓⴳⴳ ⴽⴰⵍ) – najwyższy szczyt Maroka i gór Atlas (Atlas Wysoki) – 4167 m n.p.m. Jest jednocześnie najwyższym szczytem Afryki Północnej. Położony jest 63 km na południe od Marrakeszu, w Parku Narodowym Tubkalu.
Do XX wieku góry Atlas i samo Maroko były bardzo słabo znane Europejczykom. Pierwsze odnotowane wejście zostało dokonane przez ekipę Francuzów pod przewodnictwem markiza de Segonzac 12 czerwca 1923 roku. Najpopularniejsza droga wiedzie przez południowe Ikhibi, inna, równie często wykorzystywana, prowadzi przez Ikhibi północne.
Na wysokości ok. 3200 m znajdują się trzy schroniska o różnym standardzie.